# マルサリーア
マルサリーア（伊: Marsaglia）は、イタリア共和国ピエモンテ州クーネオ県にある、人口約200人の基礎自治体（コムーネ）。

## 地理

### 位置・広がり

#### 隣接コムーネ
隣接するコムーネは以下の通り。
- カステッリーノ・ターナロ
- クラヴェザーナ
- イリアーノ
- ムラッツァーノ
- ロッカ・チリエ

#### 地震分類
イタリアの地震リスク階級 (it) では、4 に分類される
。